# مخطط الجسد

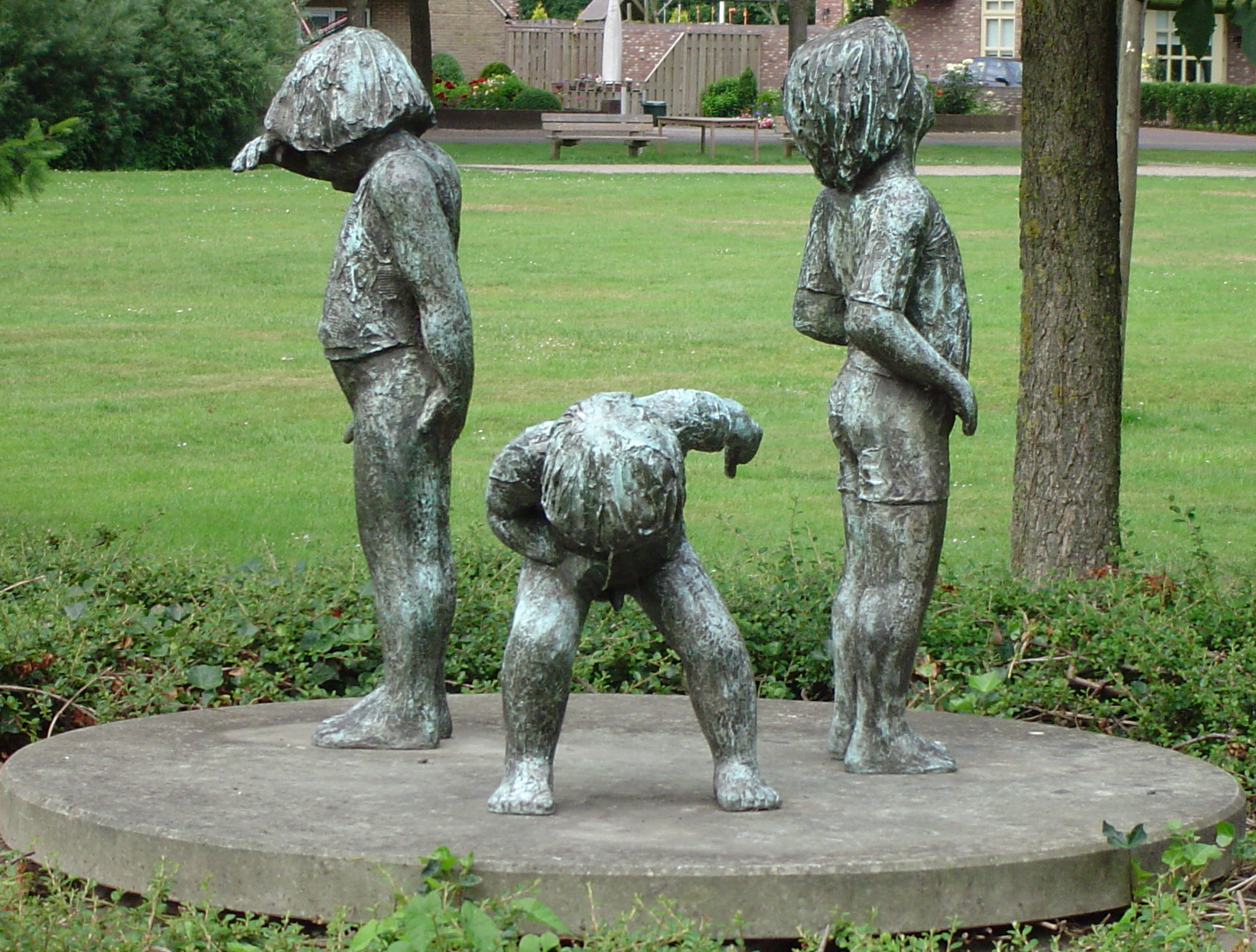

مخطط الجسد: هو مفهوم يُستخدم في العديد من المجالات، مثل علم النفس وعلم الأعصاب والفلسفة والطب الرياضي والروبوتية. عرّف عالم الأعصاب السير هنري هيد هذا المفهوم واصفَا إياه بنموذج وضعي للجسد ينظم ويعدل «الانطباعات الناجمة عن النبضات الحسية المُستقبلة بطريقة تُظهر الإحساس النهائي بوضعية الجسد، أو جزء منه، في وعي المرء بالإضافة إلى علاقة تربطه بشيء حدث سابقًا». وبما أن النموذج الوضعي يتعقّب وضعية أعضاء الجسد، فهو يلعب دورًا مهمًا في السيطرة على التصرفات والأفعال. يشمل أيضًا جوانب من الجهازين المركزي (العمليات في الدماغ) والمحيطي (الإحساس واستقبال الحس العميق). لذا، بالإمكان اعتبار مخطط الجسد مجموعة من العمليات التي تسجل وضعية أعضاء جسد المرء في الفراغ. يُحدّث المخطط خلال حركة الجسد. عادة ما تجري تلك العملية بشكل غير واعٍ، وتُستخدم بشكل أساسي لتنظيم الأفعال في حيّز مكاني (الفراغ). لذا تُعتبر تلك العملية تمثيلًا براغماتيًا لخصائص الجسد التي تشغل حيزًا من الفراغ، مثل طول الأطراف وأقسامها وتوضعها أو ترتيبها وبنية تلك الأقسام في الحيز المكاني، وشكل سطح الجسم. يلعب مخطط الجسد دورًا مهمًا أيضًا في عملية المكاملة واستخدام الإنسان للأدوات.
تطوّرت عملية التفريق بين مخطط الجسد وصورة الجسد بشكل تدريجي.

## تاريخ
وصف هنري هيد وعالم الأعصاب البريطاني غوردون مورغان هولمز هذا المفهوم أول مرة عام 1911، وهنري هيد هو عالم أعصاب بريطاني أجرى أعمالًا رائدة على النظام الحسي الجسدي والأعصاب الحسية. صيغ هذا المفهوم بداية تحت عنوان «المخطط الوضعي» لوصف التمثيل المكاني غير المنظم للمرضى عقب تعرضهم لإصابة في الفص الجداري من الدماغ. وضع هيد وهولمز مخططين: مخطط الجسد من أجل تسجيل الوضعية أو الحركة، ومخطط تمركز المواضع الحسية المُثارة على سطح الجسد. أصبح مصطلح «مخطط الجسد» المصطلح المستخدم لوصف «النماذج المنظمة عن أجسادنا». تعرّض المصطلح والتعريف اللذان صاغهما هيد وهولمز إلى أبحاث استمرت قرابة قرن من الزمن، وبرزت تفسيرات وتوضيحات مع ازدياد المعرفة بعلم الأعصاب والدماغ.

## مواصفات
عرّف عالما الأعصاب باتريك هاغارد ودانيل ولبرت 7 مزايا أو مواصفات أساسية للمخطط الجسدي. وهذه المزايا هي: الترميز المكاني وقابلية التجزيء وقابلية التكيف والتنميط فوق الحاسي والترابط والعلاقات بين الأشخاص والتحديث المرافق لكلّ حركة.

### الترميز المكاني
يمثّل مخطط الجسد وضعية الجسد وبنيته بصفته جسمًا ثلاثي الأبعاد في الفراغ (أو الحيّز المكاني). تساهم مجموعة من المعلومات الحسية -التي تكون عادة حسية جسدية وبصرية- في تمثيل أطراف الجسد في الفراغ. يسمح هذا التداخل بتمركز المنبهات في الفراغ الخارجي بعيدًا عن الجسد. يظهر أحد أمثلة هاغارد وولبرت المزيج الحسي الجسدي لليد مع المعلومات المتعلقة بزوايا مفصل الذراع، الذي يسمح بالحركة السريعة لتلك الذراع من أجل قتل ذبابة على سبيل المثال.
التجزيء
لا يُمثل مخطط الجسد بشكل تام في منطقة واحدة من الدماغ. فتؤكد الدراسات الحديثة للتصوير بالرنين المغناطيسي الوظيفي تلك النتائج السابقة. فعلى سبيل المثال، مخطط القدمين واليدين مُشفر في مناطق مختلفة من الدماغ، بينما تُمثل الأصابع في جزء منفصل كليًا.

### قابلية التكيف
يتعرض مخطط الجسد إلى تغيرات في اللدونة بشكل دائم ومستمر. فعلى سبيل المثال، يجب أن تحدث التغيرات التدريجية في مخطط الجسد طيلة حياة الإنسان أثناء نموه، وتتغير كذلك القياسات النسبية والمطلقة لأعضاء الجسد أيضًا على مر حياة الإنسان. ويبدو أن نمو مخطط الجسد وتطوره يحدث أيضًا عند الأطفال الصغار. أشارت دراسة أُجريت على أطفال (تتراوح أعمارهم بين 9 أشهر فما فوق، و14 شهرًا فما فوق، و19 شهرًا) أن الكبار منهم تعاملوا مع ملاعق الطعام بطريقة مثالية وأمسكوا بها بشكل مريح للاستخدام، في المقابل، مال الأطفال الأصغر إلى الإمساك بالملعقة بيدهم المهيمنة (اليُسرى أو اليُمنى)، بصرف النظر عن اتجاه الملعقة أو سهولة استخدامها. ظهرت اللدونة قصيرة الأمد عند دمج الأدوات مع مخطط الجسد. يُظهر وهم اليد المطاطية أيضًا إعادة التنظيم السريع لمخطط الجسد خلال زمن قدره ثوانٍ، ما يدل على المستوى العالي من اللدونة والسرعة التي يعيد فيها مخطط الجسد تنظيم نفسه. في وهم اليد المطاطية، تُعرض على المتسابقين يد اصطناعية (يد دمية) تُضرب بريشة للرسم، وتُضرب يدهم الحقيقة أيضًا بشكل مماثل. قد يشعر المشاركون أن الإحساس باللمس على يدهم قادم من اليد الاصطناعية، بل أن اليد الاصطناعية، بشكل ما، هي يدهم الحقيقية.

### التنميط فوق الحاسي
يكامل مخطط الجسد بطبيعته استقبال الحس العميق (الإحساس بالموضع القريب لعضو من أعضاء الجسد المجاورة)، والمعلومات الحسية ليحافظ على تصوير وتمثيل الجسد بشكله ثلاثي الأبعاد. لكن بعض المعلومات الحسية الأخرى، تحديدًا البصرية، قد تدخل ضمن التمثيل ثلاثي الأبعاد للجسد. تشير تلك المشاركة المتزامنة إلى وجود أشكال تمثيلية مجتمعة ضمن مخطط الجسد، ما يشير إلى وجود عملية لترجمة المعلومات الأساسية (البصرية والحسية...) على هيئة إحساس تنبيهي واحد أو شكل لانمطي مجرد.

### الترابط
ليعمل مخطط الجسد بشكل صحيح، عليه أن يتمكن من الحفاظ على تنظيم متماسكٍ باستمرار. وكي يستطيع تحقيق ذلك، عليه أن يحلّ أي اختلافاتٍ بين المدخلات الحسية. فيؤدي حلّ تلك المتناقضات الحسية المتداخلة إلى إحساس مثير للاهتمام، مثلما حصل مع أولئك الذين خضعوا لوهم اليد المطاطية.

### العلاقات مع الأشخاص
يُعتقد أن مخطط الجسد لدى الفرد يُستخدم لتمثيل جسده وأجساد الآخرين أيضًا. ويُعتقد أن الخلايا العصبية المرآتية تلعب دورًا في الخصائص التفاعلية لمخطط الجسد. يلعب الإسقاط التفاعلي مع الآخرين لمخطط الجسد لدى شخص ما دورًا مهمًا في تقليد الحركات بشكل ناجح مثل إيماءات اليد، خاصة عندما يُراعى استخدام اليد المهيمنة وموضع الإيماء بالنسبة للشخص المقلِّد، لكن ليس بالضرورة أن تُنسخ تلك الحركة نفسها.

### التحديث باستمرار مع الحركة
يجب أن يمتلك مخطط الجسد القدرة على تعقب حركات أعضاء الجسد ومواضعها في الفراغ بشكل تفاعلي. قد تساهم العصبونات الموجودة في القشرة الحركية الأمامية في هذا العمل. هناك صنف من العصبونات ضمن القشرة الحركية متعددة الإحساس. كل واحدة من تلك العصبونات متعددة الإحساس تستجيب لمنبه حركي ومنبه بصري. يملك العصبون مجالًا مستقبلًا للحركة (منطقة مستقبلة على سطح الجسد)، وعادة ما تكون تلك المناطق متوزعة على الوجه والذراعين واليدين. يستجيب العصبون نفسه للمنبه البصري في المنطقة قرب المجال المستقبل للحركة. فعلى سبيل المثال، إذا كان مجال المستقبل الحركي يشمل الذراع، فالعصبون سيستجيب للمنبهات البصرية في المجال القريب من الذراع. ومثلما أظهر كراتسيانو وزملاء آخرون، فيبدو أن تلك العصبونات تراقب موقع أعضاء الجسد وموقع الأجسام الأخرى القريبة من أعضاء الجسد. وربما تكون الخصائص العصبونية المشابهة لتلك مفيدة ومهمة في القدرة على دمج الأجسام خارجية ضمن مخطط الجسد، أي مثلما يحدث عندما نستخدم الأدوات.